# Tricyphona (Tricyphona) confluens
Tricyphona (Tricyphona) confluens is een tweevleugelige uit de familie Pediciidae. De soort komt voor in het Palearctisch gebied.